# Żabbar
Żabbar (także Ħaż-Żabbar, wym. [ħɐzˈzɐbbɐr]; hist. Città Hompesch) – jedna z jednostek administracyjnych na Malcie. Liczy około 14 600 mieszkańców.
Żabbar był znaczącym ośrodkiem kultu maryjnego i miejscem pielgrzymek już w czasach gdy wyspą rządzili joannici. 

## Historia
Pierwsza wzmianka o osadzie na terenie dzisiejszego Żabbar pochodzi z raportu wizytacji przeprowadzonej przez biskupa Senatore de Mello w 1436 roku. Z wizyty duszpasterskiej delegata apostolskiego i inkwizytora Pietra Dusino w roku 1575 pochodzi informacja o około 300 osobach zamieszkujących miejscowość. Po zakończeniu oblężenia Malty liczba mieszkańców osady podwoiła się.
Prawa miejskie nadał Żabbarowi Wielki Mistrz Zakonu Rycerzy Szpitalników Świętego Jana Jerozolimskiego Ferdinand von Hompesch, a mieszkańcy na pamiątkę tego wydarzenia zbudowali łuk triumfalny przy wjeździe do miejscowości.

## Zabytki
- barokowy Kościół Matki Bożej Łaskawej, w którego części muzealnej wystawione są wota, które rycerze ofiarowali Matce Boskiej z Żabbaru: obrazy, modele statków, lektyki dostojników oraz powóz wielkiego mistrza Alofa de Wignacourta z początku XVII wieku.